# Toadstool Rocks
Die Toadstool Rocks (von englisch toadstool ‚Giftpilz‘) sind eine kleine Gruppe bis zu 2,5 m hoher Klippenfelsen im Südwesten der Marguerite Bay westlich der Antarktischen Halbinsel. Sie liegen ostsüdöstlich von Terminal Island und dem nördlichen Ende der Alexander-I.-Insel. 
Die Mannschaft des britischen Forschungsschiffs Bransfield kartierte sie grob im Jahr 1977. Das UK Antarctic Place-Names Committee benannte sie 1978 in Anlehnung an die Benennung von Mushroom Island und den Puffball Islands.